# ОШ „Вељко Дугошевић” Браничево
ОШ „Вељко Дугошевић” у Браничеву, насељеном месту на територији општине Голубац, државна је установа основног образовања.

## Историјат школе
Према првим писаним документима Школа за мушку децу основана је 1854. године у селу Бикотинци. Ова школа је радила до 1907. године, када је подигнута нова школска зграда од две учионице, једне канцеларије и учитељског стана. Оваква четвороразредна школа је радила све до 1953. године када је прерасла у шесторазредну, а потом 1957. године у потпуну осмогодишњу школу са подручним одељењем у Баричу, Винцима, Триброду, Кусићу и Шувајићу. Основни проблем ове школе био је ученички простор, тако да је школа радила у здравственој станици, Дому земљорадничко-набављачке задруге и најзад у Задружном дому. Oд 1961. године школа је одлуком Скупштине општине Голубац добила име „Вељко Дугошевић”, по народном хероју и организатору устанка и обухватила седам насеља: Браничево, Пониква, Винци, Бикиње, Барич, Доња Крушевица и Шувајић.
Године 1968. услед недостатка школског простора напорима Општине, а највише мештана Браничева  почело је са обезбеђивањем средстава за изградњу нове школе, чија је изградња покренута 1980. године.

## Школа данас
Поред централне зграде у Браничеву, школа има и три подручна одељења у Баричу, Винцима и Шувајићу. 